# Illa de la Tortuga
|  | Aquest article tracta sobre l'illa sota dependència d'Haití. Si cerqueu l'illa veneçolana, vegeu «La Tortuga». |

L'illa de la Tortuga (en francès Île de la Tortue), alguns cop citada com La Tortuga o Illa Tortuga, és una illa de l'oceà Atlàntic, de 37 km. de llarg per 7 km. d'ample, de 180 km², situada al nord-oest de la república d'Haití. Deu el seu nom a Cristòfol Colom, qui observà en el seu primer viatge a Amèrica que una de les seves muntanyes recorda la forma d'una tortuga. Durant el segle xvii fou un bastió per la pirateria que solcava el mar Carib.
Forma part d'un bloc tectònic diferenciat de l'illa Hispaniola; és molt accidentada, amb una serralada central i una sèrie de terrasses orientades al nord. El sòl és sorrenc a la zona costanera i argilós a les zones més altes, les quals arriben fins als 450 m d'altitud. La costa sud compta amb unes àmplies platges i uns esculls excepcionals.

## Història i pirateria

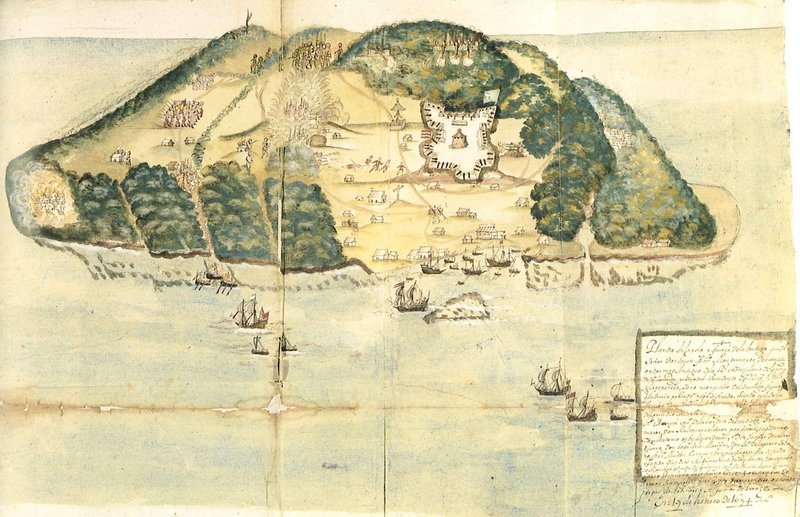
Dibuix de l'Illa de La Tortuga, el segle XVII

Cristòfor Colom i els seus homes arribaren a les costes de l'illa a començaments de desembre del 1492, i ja aleshores la batejaren amb el seu actual nom.
Al segle xvii s'establí a La Tortuga, gràcies a les muntanyes de la zona nord de l'illa, que es mostraren inaccessibles, i al port de la zona sud que oferia un excel·lent refugi, un establiment pel tràfic de tabac i cuir amb els bucaners de la Hispaniola. Això no obstant, foren les primeres captures de vaixells espanyols les que donaren a l'illa la fama de refugi de filibusters.
L'any 1640, l'enviat francès François Levasseur prengué el control de l'illa i sota el comandament d'un gran nombre de soldats n'expulsà els anglesos, cosa que afavorí encara més la pirateria, ja que a partir d'aleshores els pirates en lloc de carregar el botí durant diversos mesos, podien deixar-lo a l'illa, alhora que se'n facilitava l'avituallament d'aliments i pólvora.
El 6 de juny de 1665, la Tortuga fou entregada a Bertrand d'Ogeron sota domini de la Companyia Francesa de les Índies Occidentals, i a partir de llavors els filibusters gaudiren d'un règim anàrquic que els deixava lliures de qualsevol imposició i els permetia de traficar al seu gust. Fins al 1670 no fou establert l'ordre legal. Posteriorment Pierre-Paul Tarin de Cussy ocupà el càrrec de governador l'any 1683, ja amb la clara intenció de reduir la pirateria a l'illa, tot i que es continuaren atorgant llicències de pirateria i organitzant pillatges puntuals.

## Pirates de La Tortuga
Alguns dels pirates que tingueren La Tortuga com a base d'actuació foren:
- Alexis de Segovia
- François L'Olonnais
- François Thurot
- François Trébutor
- Henry Morgan
- Jacques Cassard
- Jean Baptiste du Casse
- Jean Bart
- Jean Quet
- Laurent de Graff
- Chevalier de Gramont
- Le Golif dit Borgnefesse
- Michel le Basque
- Montbars dit l'exterminateur
- Pierre le Grand
- Roc Brasiliano
- Montauban le Bordelais
- Raveneau de Lussan